# Åke Åkerlund
Åke Olof Åkerlund (Stoccolma, 1º febbraio 1887 – 16 marzo 1958) è stato un medico svedese.
Descrisse per primo la cosiddetta sindrome di Åkerlund, costituita dall'insieme dei sintomi di ulcera duodenale.